# 오키나와 소바

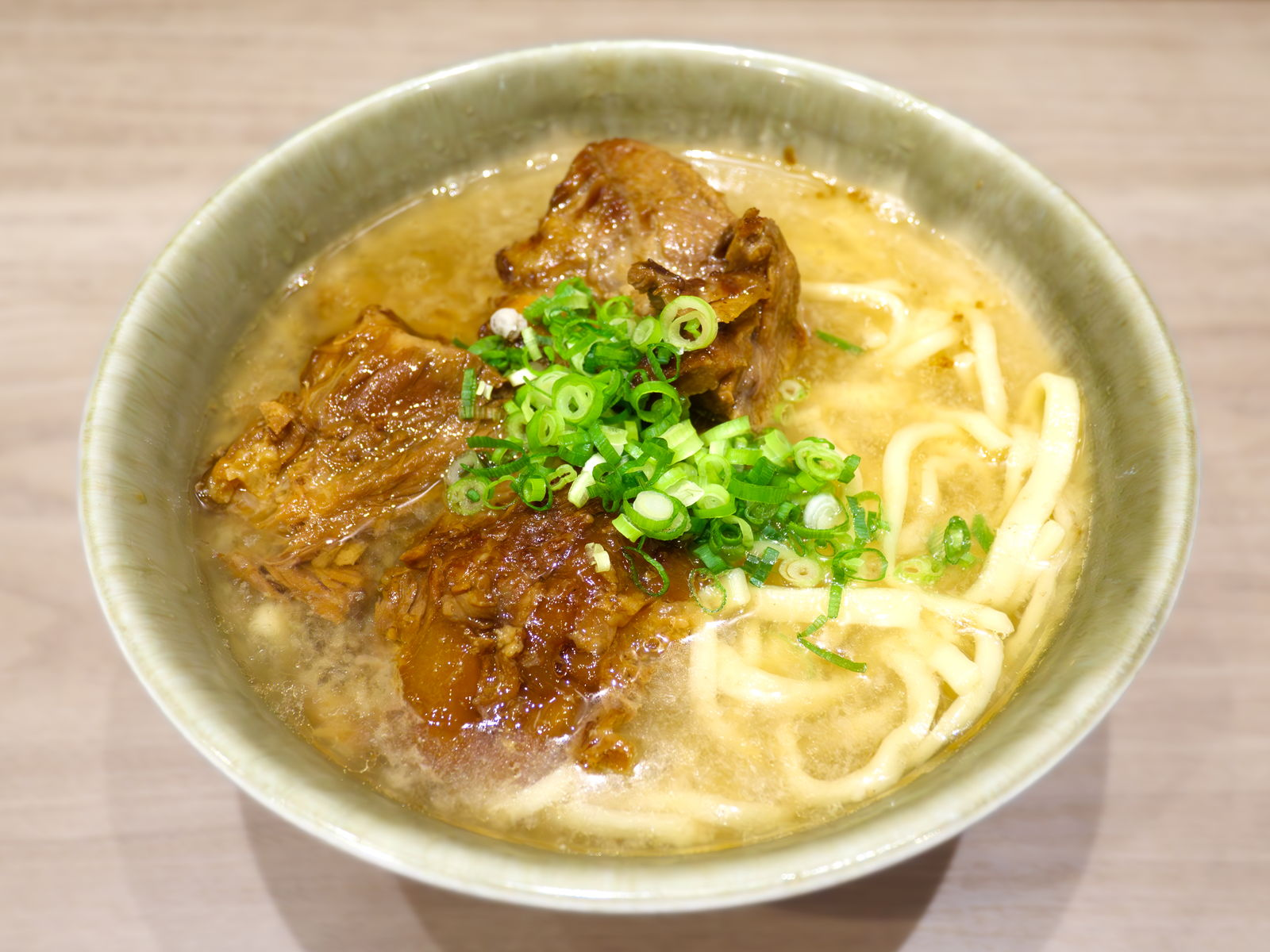
오키나와 소바

오키나와 소바(일본어: 沖縄そば, 류큐어: すば)는 오키나와 요리의 하나로, 국수 요리의 한 종류이다. 오키나와 소바는 오키나와 국수 제조사의 지역 상표이다. 오키나와에서는 간단히 소바라고 부르지만 이 일본어 용어는 보통 일본 본토의 메밀 국수를 의미한다.
다시마, 가쓰오부시, 돼지고기로 국물을 우려낸다. 가마보코, 얇게 썬 파, 소키, 베니쇼가를 곁들인다.

## 종류
- 소키소바(ソーキそば): 소키라는 갈비뼈를 위에 얹은 것
- 테비치소바(てびちそば): 족발을 위에 얹은 것